# Hubert Pallhuber
Hubert Pallhuber (ur. 17 września 1965 r. w Brunico) – włoski kolarz górski, dwukrotny medalista mistrzostw świata oraz wicemistrz Europy w kolarstwie górskim.

## Kariera
W 2000 roku wystartował na igrzyskach olimpijskich w Sydney, gdzie zajął 31. miejsce w cross country. Był to jego pierwszy i zarazem ostatni start olimpijski.
Pierwsze sukcesy na międzynarodowych imprezach w kolarstwie górskim osiągnął w 1996 roku, kiedy na mistrzostwach świata w Cairns wywalczył brązowy medal, stępując jedynie zwycięzcy - Thomasowi Frischknechtowi ze Szwajcarii oraz drugiemu na mecie Norwegowi Rune Høydahlowi. W tym samym roku był także drugi na mistrzostwach Europy w Basano, gdzie wyprzedził go tylko Francuz Christophe Dupouey. Swój największy sukces osiągnął jednak w 1997 roku, podczas mistrzostw świata w Château-d'Œx zdobywając tytuł mistrza świata.
Pallhuber jest także srebrnym (2001) i brązowym (2002) medalistą mistrzostw kraju w kolarstwie górskim.
Jego siostra - Siegrid i brat - Wilfried byli biathlonistami.